# 成龍溼地

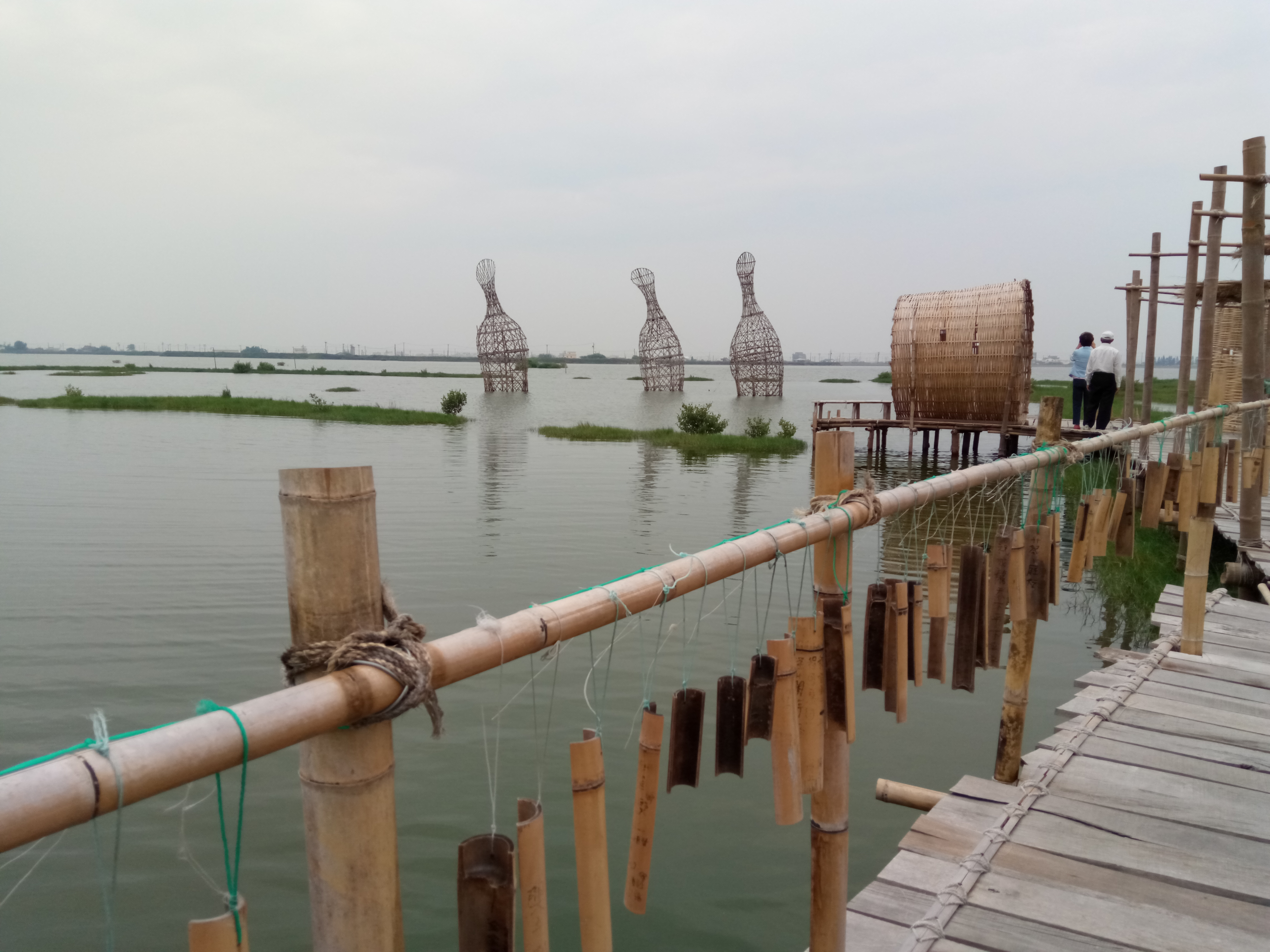
成龍溼地

成龍溼地（TW054）是台灣雲嘉南濱海國家風景區內的一塊地方級濕地，位於雲林縣口湖鄉成龍村、西部濱海快速公路的口湖交流道旁，由海岸人為濕地及小部分自然濕地組合而成，面積有171公頃。溼地鄰近有自然生景農園。

## 活動
- 每年5至6月舉辦「成龍濕地國際環境藝術節」。

## 外部連結
- 國家重要濕地保育計畫：成龍濕地
- 成龍溼地的Facebook專頁